# 老猿
『老猿』（ろうえん）は、高村光雲が1893年に制作した木彫りの彫刻である。同年のシカゴ万国博覧会出品作で、国の重要文化財に指定されている。現在は東京の東京国立博物館に展示。高村光雲の代表作の1つ。題名の通り老いた猿を彫った作品で、初めて西洋の文化の現れが見えた作品でもある。